# Facundo Oreja
Facundo Julián Oreja (Mar del Plata, 14 giugno 1982) è un allenatore di calcio ed ex calciatore argentino, di ruolo difensore, vice allenatore del Porto.

## Caratteristiche tecniche
È un terzino destro.